# Antoine Polotti
Antoine Polotti, né le 21 juin 1913 à Iseo (Italie) et mort au combat le 17 mai 1944 à Fontaine, est un résistant communiste français chargé de l'organisation des FTP grenoblois.
Il a été syndicaliste à Longwy puis a combattu dans les Brigades internationales lors de la Guerre d'Espagne.

## Hommages
Une cérémonie a lieu annuellement à Fontaine en la mémoire d'Antoine Polotti et de Marco Lipszyc.
Trois rues de l'agglomération grenobloise portent son nom :
- à Grenoble ;
- à Fontaine ;
- Échirolles.
- à Saint-Martin-D'Hères